# 소의문

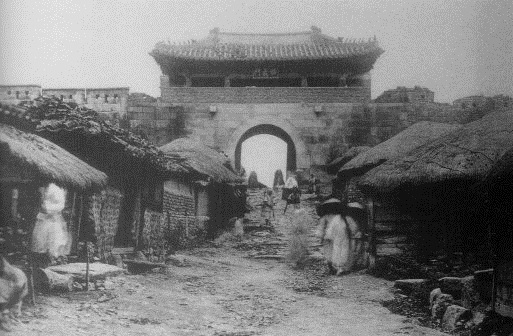
철거되기 전의 소의문.

소의문(昭義門)은 조선의 수도인 한양의 4소문(小門) 중의 하나로 서쪽의 소문이다. 또한 소의문은  강화군 또는 인천군으로 향하는 관문으로, 광희문과 함께 시체를 도성 밖에 내어갈 수 있는 문이었다. 또한 소의문의 속칭은 서소문(西小門)으로, 이는 조선 시대 초기부터 불린 이름이다.
또한 소의문은 한양도성의 축조와 함께 1396년에 건립되었다가, 1914년 일제강점기 때 철거되었다. 그리고 당시 소의문이 위치하였던 지번은 서울특별시 중구 서소문동 58-10이다.

## 역사
1396년(태조 5년) 9월 다른 성문과 함께 건립되었다. 당시의 이름은 소덕문(昭德門)으로, 이때의 문에는 문루가 없었는데 인근의 돈의문과 숭례문이 더 큰 관문 역할을 하였기 때문으로 보인다. 1738년(영조 14년)에는 영조가 소덕문의 이름을 고치라고 명하였다. 1744년(영조 20년) 8월이 되어 문루가 완성되자 소의문으로 개칭하였다.
1908년 9월에 소의문과 숭례문 좌우의 성벽 총 77간이 헐렸다. 1914년에는 조선총독부 토목국에서 도로 정비를 위하여 소의문을 철거할 계획을 세웠으며, 같은 해 12월 2일 경매를 진행한 뒤 이후 철거하였다. 현재는 중앙일보사 철탑주차장이 들어섰고 주차장 화단에 표석이 있다.